# Voorstraat (Voorschoten)
De Voorstraat in Voorschoten is onderdeel van een oude transportverbinding tussen Den Haag via Voorburg naar Leiden. Hier ligt een oude strandwal. De jaarlijkse paardenmarkt gaat terug op een marktrecht toegekend door graaf Floris V.